# Záporka

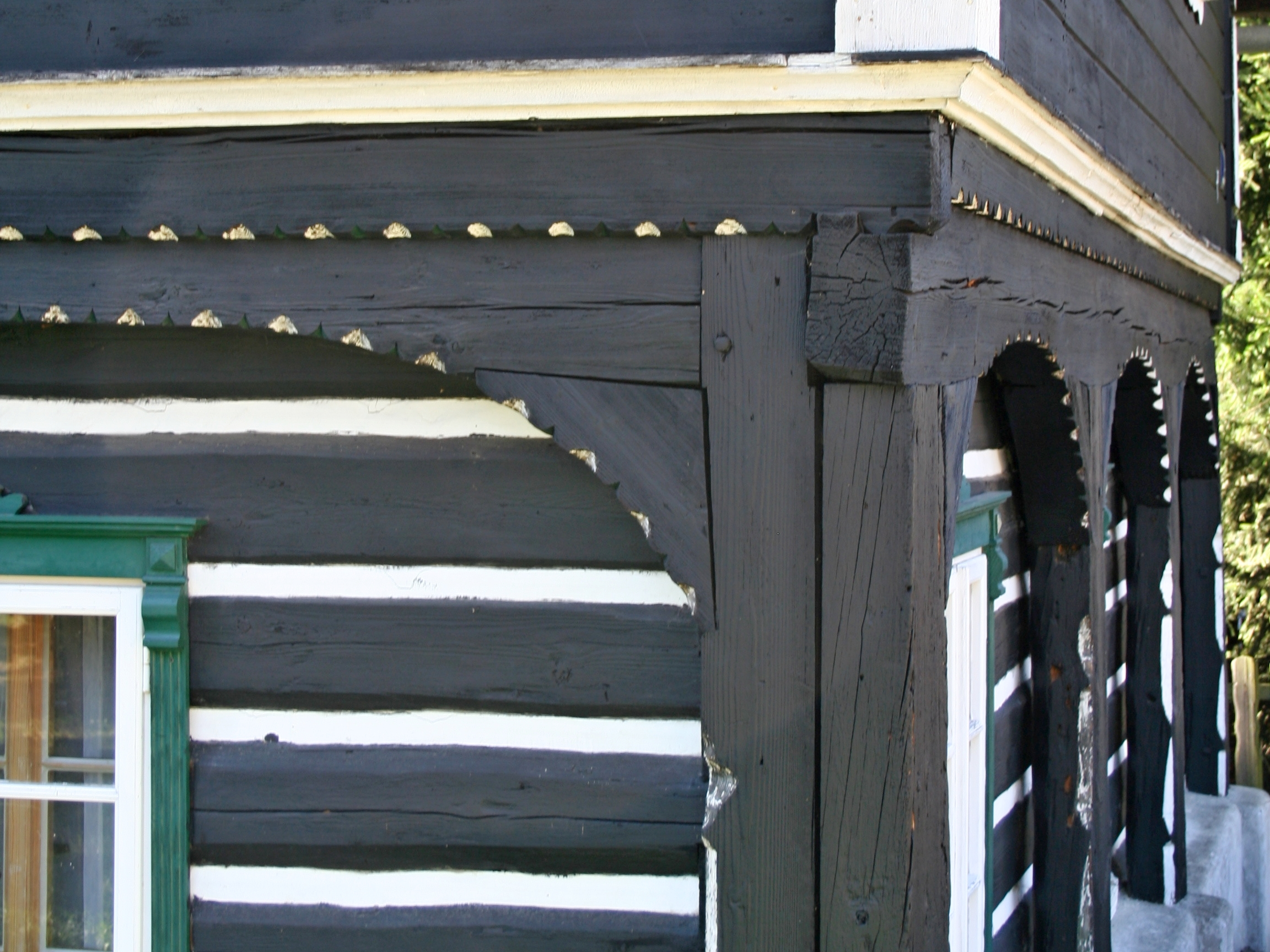
Užití záporky v rámci podstávky domu č. p. 27 ve Vysoké Lípě

Záporka nebo zápora je rohový klínek, který ztužuje konstrukci podstávky u tzv. podstávkového domu. Záporka bývá do sloupku a ližiny nebo rozpěry zapuštěna. Jiným řešením tohoto ztužení je užití pásku. 